# 凌空路站
凌空路站（前称川沙东站）位于中华人民共和国上海市浦东新区川沙镇华洲西路与凌空路交叉口，是上海地铁2号线的地铁车站。于2010年4月8日启用。

## 车站结构

### 车站楼层
| 地面层   | 出入口             | 1-4出入口                              |                    |                    |
| 地下一层 | 站厅               | 票务服务、自动售票机、人工服务台       |                    |                    |
| 地下二层 | 侧式站台，右侧开门 | 侧式站台，右侧开门                     | 侧式站台，右侧开门 | 侧式站台，右侧开门 |
|          | ①站台              | █ 2号线 往国家会展中心（川沙）         |                    |                    |
|          | ②站台              | █ 2号线 往浦东1号2号航站楼（远东大道） |                    |                    |
|          | 侧式站台，右侧开门 |                                        |                    |                    |

### 出口
|                     |                |  |  |
| 出口编号            | 建议前往目的地 |  |  |
| 1 · 出口            | 华川路、凌空路 |  |  |
| 2 · 出口            | 华川路、凌空路 |  |  |
| 3 · 出口 · （设有） | 华川路、凌空路 |  |  |
| 4 · 出口            | 华川路、凌空路 |  |  |
| 图例： 设有         |                |  |  |

## 公交换乘
1056路、南南线B线、川沙3路、浦东3路、浦东47路、浦东79路、浦东117路、浦东117路区间

## 歷史
2010年4月8日: 2號線凌空路站正式啟用